# Pavlova Ves
Pavlova Ves és un poble i municipi d'Eslovàquia que es troba a la regió de Žilina, al centre-nord del país.

## Història
La primera menció escrita de la vila es remunta al 1469.

## Demografia
| Godina             | 1994 | 2004    | 2014   | 2024    |
| ------------------ | ---- | ------- | ------ | ------- |
| Nombre de persones | 281  | 252     | 251    | 281     |
| Diferència         |      | −10,32% | −0,39% | +11,95% |

| Godina             | 2023 | 2024   |
| ------------------ | ---- | ------ |
| Nombre de persones | 284  | 281    |
| Diferència         |      | −1,05% |